# Eimear Quinn
Eimear Quinn (Dublín, 18 de diciembre de 1972) es una cantante irlandesa, especialmente conocida por ser la ganadora del Festival de la Canción de Eurovisión 1996 con el tema The Voice. 

## Biografía
Quinn nació en Dublín, en una familia en la que la música, y particularmente la coral, tenían gran importancia. Con solo 4 años ya participaba en un coro, a los 10 ya tocaba el piano y a los 15 comenzó a estudiar canto clásico como soprano en el Conservatorio de Dublín con Jody Beggan. Enseguida se especializó en música antigua y barroca, siendo su voz de soprano ligera especialmente adecuada para la interpretación de obras de Johann Sebastian Bach, una de sus pasiones.
En sus comienzos perteneció al grupo Zefiro y más tarde al coro Anúna, de música celta de cámara. Con ellos colaboró en el disco "Omnis", cantando fragmentos ella sola en los temas "Gaudete", "Diwanit Bugale", "O Viridissima", "Island", "Green Laurel" y "The sea", entre otros. En una actuación del grupo en la catedral dublinesa de San Patricio en la que Quinn participaba como solista, fue escuchada por el compositor Brendan Graham, quien le ofreció la oportunidad de Eurovisión. Durante su estancia en Oslo, conoció al productor Noel Curran, uno de los jefes de la delegación irlandesa, con el que se casó al año siguiente.
En 1996 ganó la selección para el Festival de la Canción de Eurovisión y representó a su país en Oslo con The Voice, un tema inspirado en la música folk irlandesa (conocida popularmente como celta). Consiguió la victoria y fue el cuarto triunfo de Irlanda en el festival en los últimos cinco años. Su voz y estilo hizo que se le considerase por la prensa como "la hija musical de Enya". The Voice sería versionada posteriormente dentro del proyecto Celtic Woman.
En 1996 lanzó su primer álbum, Winter, Fire and Snow con únicamente 4 temas: una nueva versión del tema ya cantado con Anúna "Winter, Fire and Snow" y otros tres temas más, "Black is the Colour", "I Know My Love", y "The Lowlands of Holland".
Tras varios años de silencio, en 2001 graba el disco Through the lens of a tear, con la ayuda de Pól Brennan (hermano de Enya) como productor y como coautor, junto con Quinn, de los 10 temas que ofrece, todos ellos con sonidos celtas rozando el new-age. La temática del disco gira alrededor de la leyenda celta de Tristan e Iseult. El tipo de música, aunque pueda parecer lo contrario, no guarda excesivo parecido con el de Enya, ya que ésta acostumbra a experimentar mezclas con su propia voz, cosa que no se hace en los temas de Quinn.
En 2005 participó en la gala Congratulations, la celebración del 50 Aniversario del Festival en Copenhague. En 2006 lanzó su tercer disco, Gatherings, recopilando sus mejores canciones de sus otros dos discos y añadiendo nuevas. Al año siguiente edita un disco navideño, Oh Holy Night. 
En 2019 canta su tema de Eurovisión en el evento Het Grote Songfestivalfeest en Países Bajos frente a 10.00 personas. En 2020 publica un nuevo álbum titulado Eriu.

## Discografía
- 1996: "Te Voice" (single)
- 1996: "Winter, Fire and Snow" (EP)
- 1997: "Ave Maria" (single)
- 2001: Through the Lens of a Tear
- 2006: Gatherings
- 2007: Oh Holy Night
- 2020: "Ériu